# Dalbulus quinquenotatus
Dalbulus quinquenotatus är en insektsart som beskrevs av Delong och Nault. Dalbulus quinquenotatus ingår i släktet Dalbulus och familjen dvärgstritar. Inga underarter finns listade i Catalogue of Life.